# Frans Antonie Stafleu
Frans Antonie Stafleu (Velsen, 8 de septiembre de 1921 - Utrecht, 16 de diciembre de 1997) fue un botánico neerlandés y especializado en hongos. Estudió biología en la Universidad de Groninga. Fue presidente del Instituto de Botánica Sistemática, en la Universidad de Utrecht, y autor de "Literatura taxonómica: una guía selectiva de Publicaciones botánicos y colecciones, con fechas, comentarios, y tipos" junto con otras 644 publicaciones.

## Publicaciones

### Libros
- i. Hettie Vegter, frans antonie Stafleu. 1986. Index herbariorum: a guide to the location and contents of the world's public herbaria. Regnum vegetabile 2 (6). Editor Bohn, Scheltema & Holkema, 181 pp. ISBN 90-313-0730-0
- frans antonie Stafleu, richard s. Cowan. 1976. Taxonomic literature: a selective guide to botanical publications and collections with dates, commentaries and types. Regnum vegetabile 1. 2ª edición de Bohn, Scheltema & Holkema. 529 pp. ISBN 90-313-0224-4
- ----------------------------. 1971. Linnaeus and the linnaeans: The spreading of their ideas in systematic botany, 1735-1789. Regnum vegetabile 79. Editor Oosthoek, 386 pp.
- ----------------------------. 1966. Report presented by F.A. Stafleu on behalf of the Bureau of Nomenclature. Vol. 1964, Regnum vegetabile 44 (4). Editor Int. Bureau for Plant Taxonomy and Nomenclature, 75 pp.
- Hipólito Ruiz López, josé Pavon, Frans Antonie Stafleu. 1965. Florae Peruvianae et Chilensis Prodromus. Historiae naturalis Classica 43. Edición reimpresa d J. Cramer
- joseph Lanjouw, frans antonie Stafleu. 1964. Synopsis of proposals concerning the international code of botanical nomenclature: submitted to the tenth International Botanical Congress, Edinburgh. Regnum vegetabile 30. Editor International Bureau for Plant Taxonomy and Nomenclature, 68 pp.
- frans antonie Stafleu, antoine Laurent de Jussieu. 1964b. Introduction to Jussieu's Genera plantarum. Edición reimpresa de J. Cramer. 47 p
- ----------------------------. 1948. A monograph of the Vochysiaceae. Vol. 1. Edición reimpresa de Drukkerij Koch en Knuttel, 540 pp.

## Honores
Ocupó diversos cargos en la Asociación Internacional para la Taxonomía Vegetal. Esta organización otorga cada tres años la "Medalla Stafleu" para premiar excelentes publicaciones sobre aspectos históricos, bibliográficos y /o de nomenclatura de la sistemática vegetal.

## Eponimia
- (Asteraceae) Saussurea stafleuana Lipsch.[2]
- (Vochysiaceae) Vochysia stafleui Marc.-Berti[3]